# Aiba函館港町
Aiba函館港町（あいばはこだてみなとちょう）は、北海道函館市にあるホッカイドウ競馬・ばんえい競馬の場外勝馬投票券発売所である。
本項目では2013年より開設している「J-PLACE函館港町（ジェイプレイスはこだてみなとちょう）」についても記述する。

## 施設概要
渡島総合振興局管内唯一の地方競馬専用場外発売所で、ばんえい競馬の場外発売も行っている。ホッカイドウ競馬は従前より函館競馬場でも場外発売を行っていた（函館場外発売所）が、函館競馬場の改修工事に伴い2008年で場外発売を終了した。2013年3月23日より日本中央競馬会からの委託によりJRAの全レース場外発売を開始した（JRA発売時は「J-PLACE函館港町」と呼称）。
発売所の施設・設備
自動発売機：5台
自動払戻機：2台
オッズ表示・実況モニター
ドリンク・軽食コーナー
専門紙売店

## アクセス
- 道南いさりび鉄道七重浜駅から徒歩約15分
- 函館駅から路線バス（函館バス）で約20分、「北大前」停留所で下車
- 函館港フェリーターミナルから徒歩約5分

函館競馬場とは五稜郭をはさんで正反対の位置にあり、両施設を行き来するには時間がかかる。

## 発売されている勝馬投票券の種類
全レース100円単位。
○…発売　△…他地区場外発売のみ　×…発売なし

### ホッカイドウ競馬
ばんえい競馬や他地区の広域場外発売時は、各主催者が発売している賭式に準じてすべての賭式を発売する。
なお、枠単を発売する場合でも枠単のオッズ表示は行わない。
| 単勝 | 複勝 | 枠番連複 | 枠番連単 | 馬番連複 | 馬番連単 | ワイド | 3連複 | 3連単 |
| ---- | ---- | -------- | -------- | -------- | -------- | ------ | ----- | ----- |
| ○    | ○    | ○        | △        | ○        | ○        | ○      | ○     | ○     |

### 日本中央競馬会
当日開催している競馬場の全競走を発売。
GI競走に限り、前日発売も実施。
| 単勝 | 複勝 | 枠番連複 | 枠番連単 | 馬番連複 | 馬番連単 | ワイド | 3連複 | 3連単 |
| ---- | ---- | -------- | -------- | -------- | -------- | ------ | ----- | ----- |
| ○    | ○    | ○        | ×        | ○        | ○        | ○      | ○     | ○     |